# Acrotona pseudotenera
Acrotona pseudotenera – gatunek chrząszcza z rodziny kusakowatych i podrodziny rydzenic.
Gatunek ten opisany został po raz pierwszy w 1933 roku przez Malcolma Camerona pod nazwą Atheta pseudotenera. 
Chrząszcz o wydłużonym ciele długości od 2,5 do 3 mm. Czułki mają człon trzeci nieco dłuższy od drugiego, a ostatni dwukrotnie dłuższy niż szeroki. Szerokość przedplecza jest od 1,22 do 1,28 raza większa niż jego długość. Ma ono barwę czarnobrązową do czarnej. Jego punktowanie jest drobne i bardzo gęste – odległości między punktami są mniejsze niż ich średnice. Owłosienie na linii środkowej przedplecza jest skierowane ku tyłowi na całej jej długości. Pokrywy bywają od żółtawych do ciemnobrązowych. W widoku bocznym niedostrzegalne są boczne części przedpiersia. Odnóża środkowej pary charakteryzują się szczecinkami bocznymi goleni dłuższymi niż ich szerokość. Tylna para odnóży ma stopy o członie pierwszym dłuższym niż drugi. Odwłok zwęża się ku tyłowi i ma niezbyt błyszczącą powierzchnię.
Owad palearktyczny, znany z Niemiec, Austrii, Danii, Szwecji, Norwegii, Finlandii, Polski, Czech, Słowacji i Japonii.